# Casalmaggiore
Casalmaggiore is een gemeente in de Italiaanse provincie Cremona (regio Lombardije) en telt 14.222 inwoners (31-12-2004). De oppervlakte bedraagt 63,7 km², de bevolkingsdichtheid is 219 inwoners per km².
De volgende frazioni maken deel uit van de gemeente: Agoiolo, Camminata, Cappella, Casalbellotto, Fossa Caprara, Motta S.Fermo, Quattrocase, Roncadello, Valle, Vicobellignano, Vicoboneghisio, Vicomoscano.

## Demografie
Casalmaggiore telt ongeveer 5776 huishoudens. Het aantal inwoners steeg in de periode 1991-2001 met 4,9% volgens cijfers uit de tienjaarlijkse volkstellingen van ISTAT.
| Jaar | Inwoneraantal |
| ---- | ------------- |
| 1991 | 13.168        |
| 2001 | 13.818        |

## Geografie
De gemeente ligt op ongeveer 26 meter boven zeeniveau.
Casalmaggiore grenst aan de volgende gemeenten: Casteldidone, Colorno (PR), Martignana di Po, Mezzani (PR), Rivarolo del Re ed Uniti, Sabbioneta (MN), Viadana (MN).

## Geboren
- Andrea Zani (1696), componist
- Gianluca Farina (1962), roeier
- Simone Raineri, (1977), roeier
- Ivan Goi (1980), motorcoureur
- Eseosa Fostine Desalu (1994), atleet
- Alessandro Bastoni (1999), voetballer